# Censo soviético de 1989
El censo soviético de 1989, realizado entre el 12 y el 19 de enero de ese año, fue el último realizado en la antigua URSS y arrojó una población total de 286.730.819 habitantes. No sólo en ese año, sino durante todas sus décadas de existencia, el país claramente se ubicaba como el tercero más poblado del mundo, por encima de los Estados Unidos (con 248.709.873 hab. según el censo del 1 de abril de 1990), aunque bastante por detrás de China y la India.

## Algunas precisiones
En 1989 aproximadamente la mitad de la población total del Estado soviético vivía en la República Socialista Federativa Soviética de Rusia (RSFSR), así como poco más de un sexto (un 18%) de ella lo hacía en Ucrania. Asimismo, en 1989 casi dos tercios de la misma (un 65,7%) era urbana. De esta manera, continuó el paulatino incremento representado por la serie de 47,9%, 56,3% y 62,3% de 1959, 1970 y 1979 respectivamente.
Los dos últimos censos nacionales (de 1979 y 1989) demostraron que el país había estado experimentando un importante incremento medio anual absoluto del orden de los 2,5 millones de habitantes adicionales, aunque no obstante había descendido un poco de la cifra de unos 3 millones por año del período 1959-1970. Este notable incremento de posguerra había contribuido a que la URSS se recuperase parcialmente de la notable y brutal sangría demográfica de entre 24 y 26,6 millones de muertes que había sufrido la URSS durante la Gran Guerra Patria (el Frente Oriental de la Segunda Guerra Mundial) y, antes de ésta, algunos millones adicionales en la Gran Purga estalinista de 1936-38. Los anteriores censos de posguerra (realizados en 1959, 1970 y 1979) habían arrojado 208.826.650, 241.720.134 y 262.436.227 habitantes respectivamente. A mero propósito comparativo, los censos estadounidenses llevados a cabo en fechas similares, entre 1960 y 1980, resultaron en 179.323.175, 203.302.031 y 226.542.203 hab.
En 1990 la Unión Soviética todavía era más poblada que los Estados Unidos y Canadá juntos, poseyendo unos 40 millones de habitantes más que el primero. No obstante, luego de la disolución del país a fines de 1991, la población combinada de las 15 ex repúblicas soviéticas de estancó en torno a los 290 millones de hab. durante el lustro 1995-2000. Para el período 2005-2010, dicha cifra había descendido a unos 285 millones, frente a una creciente población estadounidense de 295 y 310 millones para ambos años respectivos. En particular, en el período 1990-2005 ha estado disminuyendo el peso demográfico del antiguo “núcleo eslavo” soviético (conformado por Rusia, Ucrania y Bielorrusia) y tan sólo se ha incrementado la población de algunas de las repúblicas del Asia Central (sobre todo en Uzbekistán). Esta sensible desaceleración parece haberse debido en parte a los notables cambios socio-económicos sobrevinientes a la desintegración de la URSS, los cuales habrían tendido a disminuir aún más unas tasas de natalidad que ya venían dando algunas señales de descenso desde la era soviética (en especial entre la población de origen europeo).

## Tabla de la evolución censal de la Unión Soviética entre 1979 y 1989
| N.º | Antigua república soviética | Censo del 17/1/1979 (redondeado) | % del total | Censo del 12-19/1/1989 | % del total | Δ medio anual (%) | Δ medio anual absoluto | Proyección al 1/7/1990 | % del total |
| --- | --------------------------- | -------------------------------- | ----------- | ---------------------- | ----------- | ----------------- | ---------------------- | ---------------------- | ----------- |
| 1   | Armenia                     | 3 031 000                        | 1,15        | 3 287 677              | 1,15        | 0,80              | 27 150                 | 3 325 000              | 1,15        |
| 2   | Azerbaiyán                  | 6 028 000                        | 2,30        | 7 037 867              | 2,45        | 1,57              | 112 500                | 7 200 000              | 2,50        |
| 3   | Bielorrusia                 | 9 560 000                        | 3,64        | 10 199 709             | 3,56        | 0,68              | 67 000                 | 10 300 000             | 3,55        |
| 4   | Estonia                     | 1 466 000                        | 0,56        | 1 572 916              | 0,55        | 0,72              | 11 240                 | 1 589 000              | 0,55        |
| 5   | Georgia                     | 5 015 000                        | 1,91        | 5 443 359              | 1,90        | 0,87              | 45 400                 | 5 510 000              | 1,90        |
| 6   | Kazajistán                  | 14 684 000                       | 5,60        | 16 536 511             | 5,77        | 1,20              | 201 500                | 16 830 000             | 5,80        |
| 7   | Kirguistán                  | 3 529 000                        | 1,34        | 4 290 442              | 1,50        | 1,99              | 87 300                 | 4 420 000              | 1,50        |
| 8   | Letonia                     | 2 521 000                        | 0,96        | 2 680 029              | 0,93        | 0,69              | 16 620                 | 2 705 000              | 0,95        |
| 9   | Lituania                    | 3 398 000                        | 1,29        | 3 689 779              | 1,29        | 0,85              | 30 950                 | 3 735 000              | 1,30        |
| 10  | Moldavia                    | 3 947 000                        | 1,50        | 4 337 592              | 1,51        | 0,94              | 41 800                 | 4 400 000              | 1,50        |
| 11  | Rusia                       | 137 551 000                      | 52,41       | 147 400 537            | 51,41       | 0,71              | 1 035 000              | 148 900 000            | 51,25       |
| 12  | Tayikistán                  | 3 801 000                        | 1,45        | 5 108 576              | 1,78        | 2,99              | 160 100                | 5 330 000              | 1,85        |
| 13  | Turkmenistán                | 2 759 000                        | 1,05        | 3 533 925              | 1,23        | 2,49              | 92 000                 | 3 665 000              | 1,25        |
| 14  | Ucrania                     | 49 755 000                       | 18,96       | 51 706 742             | 18,03       | 0,42              | 200 500                | 52 000                 | 17,90       |
| 15  | Uzbekistán                  | 15 391 000                       | 5,86        | 19 905 158             | 6,94        | 2,61              | 539 000                | 20 650 000             | 7,10        |
| -   | Unión Soviética             | 262.436.000                      | 100,00      | 286.730.819            | 100,00      | 0,90              | 2.585.000              | 290.500.000            | 100,00      |

## Nota y referencias
1. ↑  Encyclopædia Britannica, Book of the Year 1991, Soviet Union, página 720.
2. 1 2  Evolución censal de los países y territorios del mundo entre 1948 y 1997 (en inglés y francés), en el sitio web de la División de Estadística de las Naciones Unidas (United Nations Statists Division).
3. ↑  Dependiendo si se consideran o no en las estimaciones los territorios anexados por la fuerza por el dictador dictador Iósif Stalin en 1940, como las repúblicas bálticas de Estonia, Letonia y Lituania, además de Polonia oriental y los territorios rumanos de Besarabia y Bukovina.
4. ↑  States of the United States, en el sitio web www.statoids.com
5. ↑  Almanaque Mundial 1996, Editorial América/Televisa, México, 1995, páginas 548-552 (Sección de tabla “Demografía/Biometría”).